# شیمیم‌پورت
شیمیم‌پورت (انگلیسی: Chimimport) شرکت هلدینگ صنایع شیمیایی بلغارستانی است، که در سال ۱۹۴۷ تأسیس شد.